# Trivago
Trivago, av företaget självt skrivet trivago, är en hotellsöksida på Internet som jämför priser på olika övernattningsmöjligheter på bland annat hotell, vandrarhem och bed and breakfast.  Webbplatsen jämför priser på över 900 000 hotell från fler än 250 bokningssidor, som till exempel Expedia och Hotels.com. Företaget är baserat i Düsseldorf i Tyskland. Webbplatsen har över 120 miljoner besökare per månad från mer än 52 internationella plattformar.
När en användare anger sina sökkriterier (t.ex. maximalt pris, läge, wifi, spa etc.) görs en sökning på Trivago. Sedan skannar Trivagos sökrobotar alla hotellerbjudanden från de olika bokningssidorna, för att förse användaren med en objektiv jämförelse av hotellerbjudanden som matchar kriterierna. Trivago får sin förtjänst enligt en kostnad per klick-modell (CPC) och på så vis är det gratis att använda Trivago.

## Historia
Idén om Trivago föddes 2004 och verksamheten grundades 2005. År 2007 expanderade Trivago och lanserades i flera europeiska länder, däribland Sverige. Lanseringen i Nord- och Sydamerika skedde under 2009 och 2013 lanserades även Trivago i stora delar av Asien och Stillahavsområdet. Trivago är idag etablerat i 52 länder. Den 21 december 2012 köpte Expedia en stor andel av Trivago till ett värde av 546 miljoner dollar.

## Ledning
Trivago grundades av tre personer med följande ansvarsområden 
- Rolf Schrömgens - Produkt, Marknadsföring och Internationell utveckling
- Malte Siewert - Försäljning, Finans och Affärsutveckling
- Peter Vinnemeier - Teknologi

## Hotellprisjämförelse/Vad Trivago erbjuder
Trivago jämför hotellpriser men också andra aspekter av hotellupplevelsen. Användaren söker efter hotell genom att ange en stad, ort, land eller turistattraktion, liksom datum och typ av rum. Resultaten kan filtreras i förhållande till avstånd, popularitet eller hotellomdömen. Hotelljämförelsen erbjuder information från en rad olika källor. Trivagos hotellomdömen är baserade på externa källor liksom vad deras egna användare säger, allt för att kunna ge ett omfattande betyg. Hotellbeskrivningarna innehåller ytterligare information om övriga faciliteter, hotellrecensioner och bilder. Med denna information kan användaren besluta sig för vilket hotell som bäst uppfyller önskemålen. Därefter blir användaren vidarebefordrad till bokningssidan där bokningen kan genomföras. 

## Trivago Hotel Manager
Trivago Hotel Manager är en gratis plattform för hotell där de kan administrera sin synlighet på Trivago. Genom att använda Trivago Hotel Manager kan hotellen förbättra sin synlighet och placering i sökresultaten på trivgago. Dessutom, kan hotellägarna följa och spåra statistik för klick och bokning av sina hotell.

## Trivago Community
Trivago baseras på ett internationellt community av res- och skrivsugna användare, som bidrar med att hitta, ange och uppdatera hotellinformation och innehåll, såsom bilder, beskrivningar och läge.

## Trivago Hotel Test
Trivago Hotel Test är en omfattande och standardiserad enkät för bedömning av hotell, som bedöms av hotellets gäster, för att kunna ge uppdaterade och objektiva omdömen. Trivago använder hotellbedömningarna för att finna ett hotells styrkor och svagheter, för att hotellen ska kunna visas i Trivagos sökresultat när användarna filtrerar efter vad hotellet har att erbjuda. Trivago Hotel Test är tillgängligt i Tyskland, Storbritannien, Irland, Spanien och Italien.

## Trivago Hotellprisindex (tHPI)
Trivago Hotellprisindex presenteras varje månad och anger genomsnittliga hotellpriser för Europa, Nordamerika, Sydamerika och Asien. Trivago Hotellprisindex visar en översikt över de genomsnittliga hotellpriserna för ett standard dubbelrum per natt för land, regioner och städer. I Trivagos hotellprisindex kan exempelvis prisnivåer jämföras med samma månad föregående år.

## Utmärkelser och priser
- Travel Industry Club  - Online Manager 2010  – 3:e plats – Malte Siewert[19]
- START AWARD NRW 2009 – Nominerad i kategorin “Innovative Start-Up” [20]
- Travel Industry Club Award 2009 – Topp 10 Finalist “Best Practice Award”[21]
- Travolution Awards 2009 – Kortlista “Best Travel Information Website"[22]
- Red Herring 100 – Vinnare 2008[23]
- Europe Innova, ett initiative av Europeiska Kommissionen - Näringsliv, utnämnde Trivago GmbH som ett exempel på hur kvaliteten inom turistnäringen kan utvecklas, moderniseras och stödja den lokala arbetsmarknaden.[24]